# ناحیه عتمة
ناحیهٔ عتمة (به عربی: مدیریة عتمة) یک ناحیه در یمن است که در استان ذمار واقع شده‌است. ناحیهٔ عتمة ۱۴۵٬۲۸۴ نفر جمعیت دارد.